# 샘 에드워즈

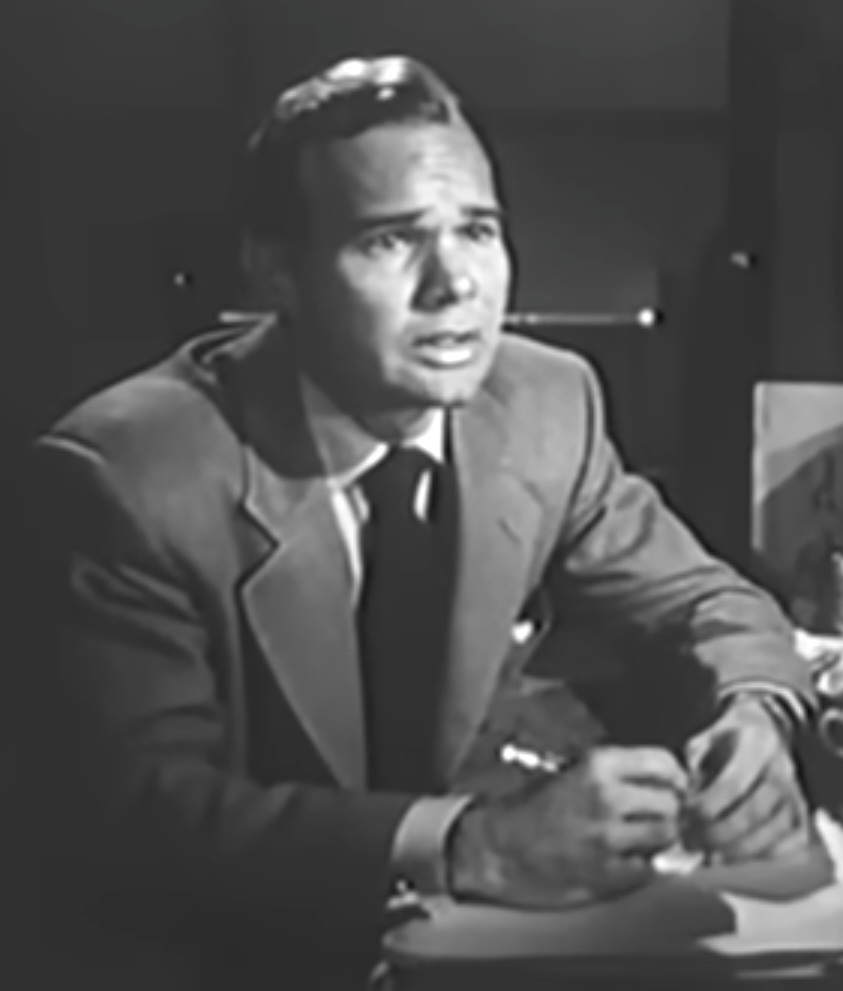

샘 에드워즈(Sam Edwards, 1915년 5월 26일 ~ 2004년 7월 28일)는 미국의 배우, 성우, 텔레비전 배우이다.
메이컨에서 태어났으며 듀랑고에서 사망하였다. 사인은 심근 경색이다.

## 영화
- 포스트맨은 벨을 두 번 울린다 (1981년)
- 마녀의 산 (1975년)
- 초원의 집 - TV 시리즈 (1974년)
- 명탐정 바나비 존즈 (1973년)
- 샌프란시스코 수사반 (1972년)
- 경찰 초년병 (1972년)
- 헬로 돌리 (1969년)
- 제12순찰대 (1968년)
- 사건비화 (1967년)
- 인베이더 - 시리즈 (1967년)
- 피터 건 (1958년)
- 딜론 보안관 (1955년)
- 날으는 해병대 (1951년)
- 몬테 크리스토 백작 (1948년)
- 밤비 (1942년) - 어른 썸퍼 목소리 역